# Kocjan (priimek)
Kocjan je priimek v Sloveniji, ki ga je po podatkih Statističnega urada Republike Slovenije na dan 22. januarja 2021 uporabljalo 818 oseb.

## Znani nosilci priimka
- Aleš Kocjan (*1975), novinar
- Darja Kocjan Ačko, agronomka
- Darko Kocjan, biokemik
- Gaja Zager Kocjan, psihologinja, prof. FF UL
- Jadranka Šturm Kocjan (*1952), političarka
- Jan Kocjan, fotograf
- Jana Kocjan, ilustratorka
- Janez (Janko) Kocjan (*1954), planinec, publicist
- Jože Kocjan (1888—1971), istrski duhovnik, narodni delavec
- Jure Kocjan (*1984), kolesar
- Leon Kocjan (1904—1979), veterinar
- Marjan Kocjan, grafični oblikovalec
- Marta Kocjan Barle (*1950), slovenistka, lektorica, leksikografka
- Matej Kocjan - Koco (*1978), risar stripov
- Milan Kocjan (*1944), župan Jezerskega
- Miro(slav) Kocjan (1924—2012), novinar, publicist in politik
- Rozalija Kocjan Gulič (?—1944), aktivistka OF/NOB v Trstu
- Slavko Kocjan (1925—1990), pravnik, strokovnjak za kmetijsko zakonodajo
- Tomaž Kocjan (*1966)?, zdravnik endokrinolog, prof. MF
- Urša Kocjan, skrbnica slikovne zbirke NUK
- Vida Kocjan, novinarka
- Maja Kocjan, političarka